# 布罗德里克·约翰逊

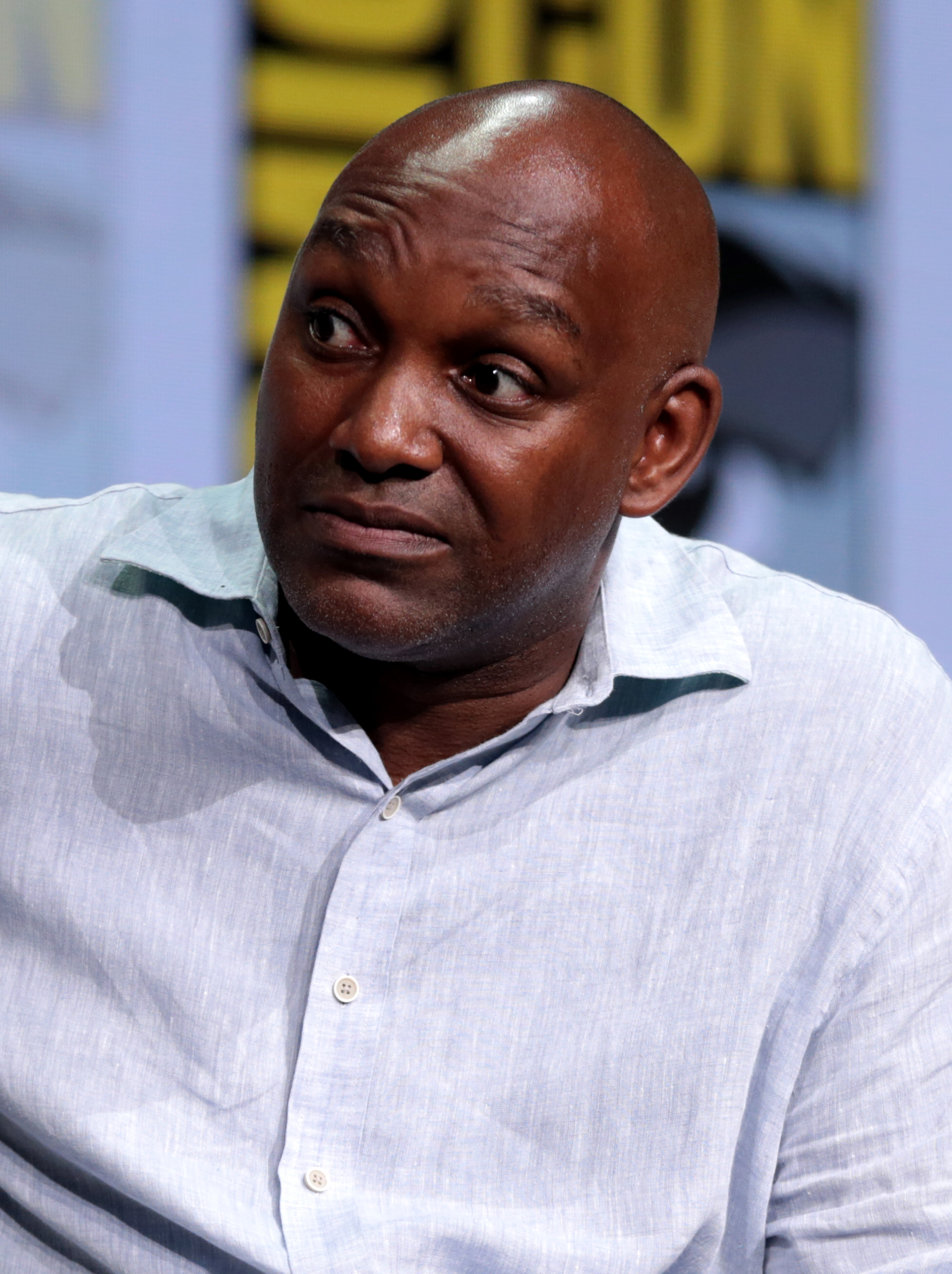
約翰遜在2017年聖地亞哥國際漫畫展

布罗德里克·约翰逊（英語：Broderick Johnson），是美国电影制片人、艾肯娱乐公司的创始人兼首席执行官之一。他经常和安德鲁·科索合作。2009年，因为《弱点》获得奥斯卡最佳电影奖提名。他的妻子是主持人米歇尔·诺里斯。